# Gregory Linteris
Gregory Thomas Linteris (Demarest, 4 oktober 1957) is een Amerikaans voormalig ruimtevaarder. De eerste missie van Linteris was STS-83 met de spaceshuttle Columbia en vond plaats op 4 april 1997. De missie zou 15 dagen duren, maar werd verkort door een probleem met een brandstofcel van de spaceshuttle en landde daarom na 3 dagen.
In totaal heeft Linteris twee ruimtevluchten op zijn naam staan. In 1997 verliet hij NASA en ging hij als astronaut met pensioen. 